# Tomasz Kajetan Węgierski

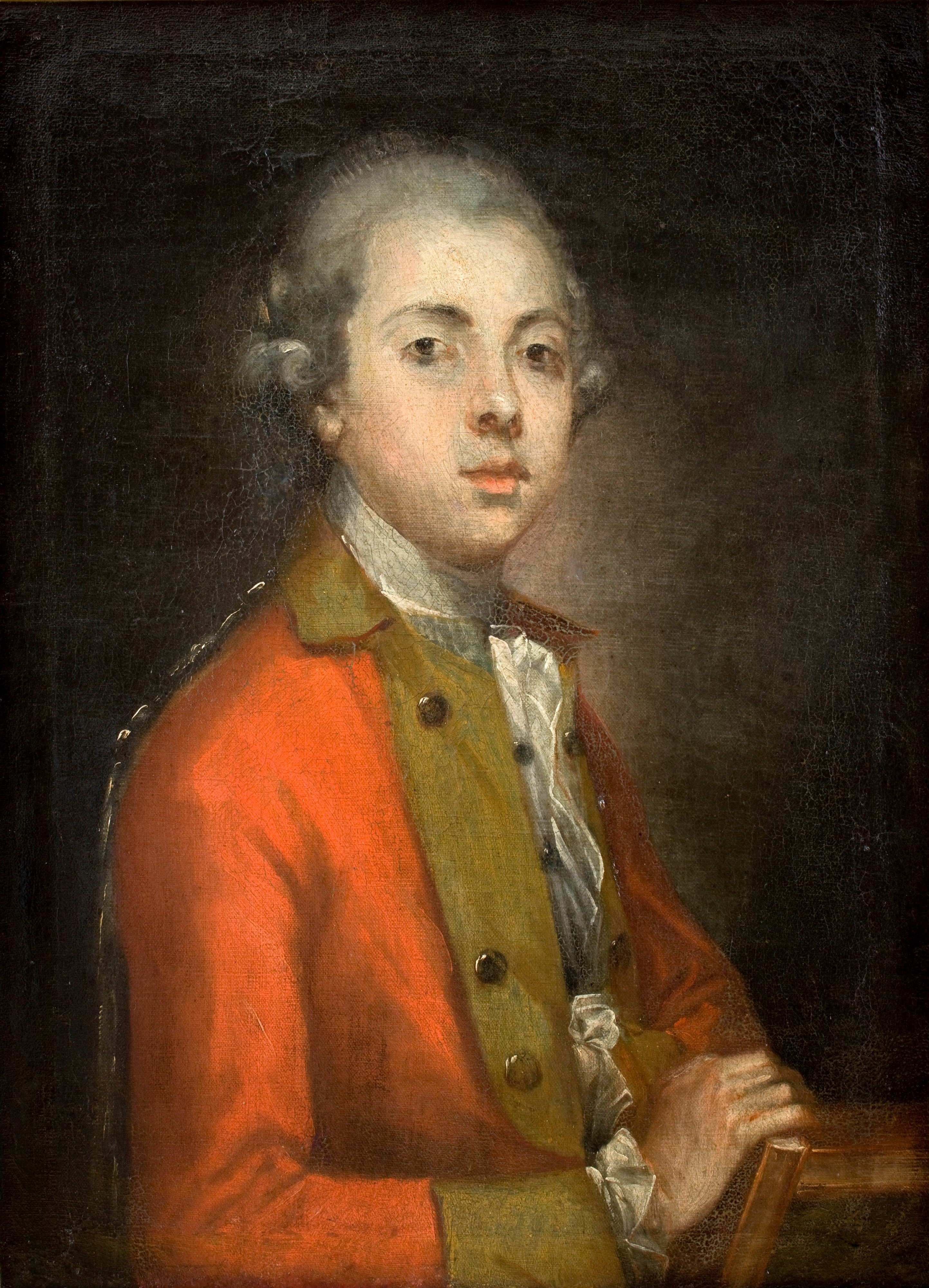
Tomasz Kajetan Węgierski.

Tomasz Kajetan Węgierski, född 1756 i Śliwno, Polsk-litauiska samväldet, död 11 april 1787 i Marseille, var en polsk poet. 
Węgierski uppfostrades i jesuitkonviktet i Warszawa och blev kammarherre hos kung Stanisław II August Poniatowski, men tvingades lämna landet för politiska smädedikter (bland annat en "Kataryneida") mot framstående personer och förde ett oroligt liv dels i Frankrike och England, dels i USA. Hans av de franska encyklopedisterna och Voltaire påverkade, stundom cyniska dikter utgavs i urval 1803 (ny upplaga 1882).